# (228893) Gerevich
(228893) Gerevich ist ein Asteroid des mittleren Hauptgürtels, der am 6. September 2003 von dem ungarischen Amateurastronomen Krisztián Sárneczky und der ungarischen Astronomin Brigitta Sipőcz am Piszkéstető-Observatorium (IAU-Code 561) im nordungarischen Mátra-Gebirge im Auftrag des Budapester Konkoly-Observatoriums entdeckt wurde.
Der Asteroid ist Mitglied der Agnia-Familie, einer Gruppe von Asteroiden, die vor maximal 140 Millionen Jahren durch das Auseinanderbrechen eines großen Körpers entstanden ist und nach ihrem größten Mitglied (847) Agnia benannt wurde. Die zeitlosen (nichtoskulierenden) Bahnelemente von (228893) Gerevich sind fast identisch mit denjenigen 82 weiterer Asteroiden, zum Beispiel (23533) 1993 PU5, (62208) 2000 SL60 und (178256) Juanmi. Eine besonders nahe Übereinstimmung der Bahndaten von (228893) Gerevich gibt es mit dem Asteroiden (390218) 2012 XD33.
(228893) Gerevich wurde am 16. Januar 2014 nach dem ungarischen Säbelfechter Aladár Gerevich (1910–1991) benannt, der mit sieben Goldmedaillen der erfolgreichste Säbelfechter der Geschichte der Olympischen Spiele ist.